# سيانيد النيكل الثنائي
سيانيد النيكل الثنائي مركب كيميائي صيغته Ni(CN)2، ويوجد في الشكل المائي على هيئة محلول أزرق مخضر، أما في الحالة الصلبة اللامائية على هيئة صلب أصفر.

## التحضير
يحضر المركب من تفاعل أيونات النيكل الثنائي (من كبريتات النيكل الثنائي على سبيل المثال) مع أيونات السيانيد من مركب مثل سيانيد البوتاسيوم:
{\displaystyle \mathrm {Ni^{2+}+2\ CN^{-}\longrightarrow Ni(CN)_{2}\downarrow } }
يجب أن تكون الكميات أثناء عملية التحضير متكافئة، لأن وجود فائض من أيونات السيانيد يؤدي 
إلى تشكل المعقد K2[Ni(CN)4].

## الخواص
يوجد المركب في الشروط القياسية في الشكل اللامائي على هيئة صلب أصفر، وينحل في سيانيد البوتاسيوم ليعطي معقد رباعي سيانو نيكلات البوتاسيوم K2[Ni(CN)4].
{\displaystyle {\ce {Ni(CN)2 + 2 KCN -> K2[Ni(CN)4]}}}
يؤدي تسخين الشكل المائي إلى درجات حرارة تتجاوز 140 °س، إلى تبخر ماء التبلور والحصول على الشكل اللامائي.